# Придорожное сельское поселение (Краснодарский край)
Придорожное сельское поселение — муниципальное образование в Каневском районе Краснодарского края России. 
В рамках административно-территориального устройства Краснодарского края ему соответствует Придорожный сельский округ.
Административный центр — станица Придорожная.

## Население
| 2010  | 2012  | 2013  | 2014  | 2015  | 2016  | 2017  |
| ----- | ----- | ----- | ----- | ----- | ----- | ----- |
| 2161  | ↗2174 | ↘2173 | ↗2201 | ↗2209 | ↘2197 | ↘2191 |
| 2018  | 2019  | 2020  | 2021  | 2023  |       |       |
| ↘2188 | ↘2187 | ↘2180 | ↘2019 | ↘1992 |       |       |

## Населённые пункты
В состав сельского поселения (сельского округа) входят 3 населённых пункта:
| № | Населённый пункт | Тип населённого пункта | Население (чел.) |
| - | ---------------- | ---------------------- | ---------------- |
| 1 | Добровольный     | хутор                  | ↗50              |
| 2 | Привольная       | станица                | ↗6531            |
| 3 | Труд             | хутор                  | ↘365             |